# Grand Prix van Lausanne
De Semana de Bell Ville was een autorace nabij de Zwitserse stad Lausanne. De race maakte in 1947 en 1949 deel uit van de grand-prixseizoenen.

## Winnaars van de grand prix
- Hier worden alleen de races aangegeven die plaatsvonden tijdens de grand-prixseizoenen tot 1949 en Formule 1-races vanaf 1950.

| Jaar | Coureur            | Constructeur       | Locatie            | Verslag            |
| ---- | ------------------ | ------------------ | ------------------ | ------------------ |
| 1949 | Giuseppe Farina    | Maserati           | Lausanne           | Verslag            |
| 1948 | Race niet gehouden | Race niet gehouden | Race niet gehouden | Race niet gehouden |
| 1947 | Luigi Villoresi    | Maserati           | Lausanne           | Verslag            |